# 后周攻后蜀之战
后周攻后蜀之战，是后周世宗柴荣于955年5月发动的一场针对后蜀的战役，该战役的目的是攻取后蜀所占据的陕西领土。战役持续数月，在开始阶段后周方面几乎没有进展，直到956年1月才最终攻陷凤州，后周获得胜利。

## 战役背景
高平之战过后，周國世宗开始有了侵略鄰國以拓張領土的想法。955年3月，秦州部分民众赶到大梁，上书周世宗西征，被周世宗采纳。
此后，周世宗和大臣们讨论了关于四方征伐的问题，最终挑选了蜀國和唐國作为进攻对象，同时也对部分大臣进行了职位调整。
周世宗向大臣们询问谁可以向西攻取秦州、凤州，王溥推荐了宣徽南院使、镇安节度使向训。

## 双方准备

### 后周
周世宗让向训和凤翔节度使王景、昝居润一起准备出征。5月24日，后周军队出征。

### 后蜀
后蜀方面，当年3月，在得知了有秦州百姓跑到大梁之后，后蜀皇帝孟昶派遣赵季札前往秦州、凤州巡视边疆。赵季札返回后，毛遂自荐，顶替掉了原本驻守在当地的雄武节度使韩继勋和凤州刺史王万迪，担任起了当地最高军事将领的职务。十天后，孟昶派遣枢密院的王昭远前往两州地区安排兵力。
6月3日，孟昶派遣捧圣控鹤都指挥使、保宁节度使李廷珪为北路军首领，左卫圣步军都指挥使高彦俦为招讨使，武宁节度使吕彦珂担任李廷珪副将，客省使赵崇韬为监军。

## 战事经过
王景部在战事初期就拆掉了后蜀军的八个军营。先前毛遂自荐的赵季札才刚刚走到德阳，在听说后周军队已经开抵战场后，吓得不敢继续前进，入世上书孟昶，请求解职，同时将军队的辎重连带自己的小妾和戏子们一起送回蜀地。6月12日，赵季札只身返回成都。所有人都以为后蜀军队在前线吃了败仗，全城陷入一片恐慌。孟昶询问前线战事，赵季札什么都回答不上来。孟昶非常生气，直接把赵季札抓起来后杀掉了。
6月，后蜀军队在李廷珪的率领下，于威武城东击败了后周军队，部队的训练官、濮州刺史胡立等将领被俘。7月2日，孟昶向北汉和南唐求援，并得到了北汉和南唐的支持。
7月22日，王景开始兼任西南行营都招讨使，向训兼任行营兵马都监。当时的后周朝廷开始质疑这场战役成功的可能性，宰相李谷甚至请求罢兵。周世宗派赵匡胤前往前线视察。赵匡胤返回后，声称秦州、凤州可以攻取。该意见最终被周世宗采纳。
9月，王景率部击溃后蜀军队，俘获三百人。12日，孟昶派遣武泰节度使伊审征前往前线慰问部队，并同时督战。
进入10月，蜀将李廷珪派遣先锋都指挥使李进占据马岭寨，又派出一股兵力在白涧驻扎，同时分兵前往凤州以北，的唐仓镇和黄花谷，断掉了后周军的粮道。没过多久，王景派遣裨将张建雄率领两千人的部队前往黄花，又派遣了一千人前往唐仓，控制住了后蜀军的退路。后蜀的染院使王峦从唐仓出发，在黄花于张建雄所部遭遇，被张建雄击败。后蜀军向唐仓回撤，在路上遭遇之前赶来的一千人后周部队，再次被击败。王峦及其三千人的部队全部被俘虏。此役过后，后蜀驻扎在马岭和白涧的部队全部崩溃。李廷珪和高彦俦退保青泥岭。后蜀雄武节度使韩继勋放弃秦州，逃回成都，后蜀军观察判官赵玭举城投降。从斜谷赶往秦州的后蜀援兵全部溃退。成州和阶州也全部被后周攻陷，后蜀国内一片恐慌。周世宗在和大臣们商讨后，任命投降的赵玭为郢州刺史。
11月5日，后周百官向周世宗道贺。
11月17日，李廷珪上表后蜀朝廷请罪。24日，伊审征向孟昶上表请罪。孟昶没有追究二人的责任。孟昶致信后周朝廷，自称“大蜀皇帝”，周世宗认为这封信完全不合礼节，一怒之下没有做任何回应。孟昶更加害怕，在剑门、白帝城囤积了大量的兵力防守。随着大量征兵，伴随而来的是后勤不足，后蜀开始大量打造铁钱，并且强行从百姓手里强行征收铁器，搞得百姓苦不堪言。
12月，王景率部包围凤州，后周军将领韩通分兵到城固镇，从而阻断后蜀军的增援部队。30日，凤州被后周军攻克，属军威武节度使王环、监军赵崇溥，连同城内五千名后蜀军全部被俘。赵崇溥绝食而死。
956年1月6日，周世宗下令特赦所有俘虏后蜀士兵，是去是留让他们自己决定。

## 后续
此后蜀地暂时没有战事，但由于之前后蜀曾经向南唐求援，导致在与后蜀战事后期，后周同时出兵攻打南唐。 